# Rosalina Coelho Lisboa
Rosalina Coelho Lisbôa de Larragoiti (Rio de Janeiro, 1900 -1975) foi uma escritora, jornalista, ativista política e poetisa; conhecida por ter publicado artigos nos jornais: O Globo, O Jornal do Brasil, Correios da Manhã e A Nação. Tornou-se a primeira delegada mulher, título concedido pelo ex-presidente Getúlio Vargas, além de defender fortemente a igualdade entre os sexos e o direito trabalhista das mulheres.

## Biografia
Nasceu em 1900, no Rio de Janeiro. Era filha de Luzia Gabizo e João Gonçalves Coelho Lisboa (Deputado e Senador Federal da Paraíba, ministrou aulas no Colégio Pedro II e na Faculdade de Direito do RJ). Rosalina cresceu em um influente lar, já que sua família era detentora de exímios recursos, obteve aulas particulares com professoras estrangeiras, tornando-se um prodígio aos seus 14 anos, pois havia publicado um poema na Revista Fon-Fon, através de sua paixão pela escrita ingressou como colaboradora frequente da Revista Careta, um ano após publicar o poema.
Durante a sua juventude, foi uma assídua participante da vida pública, saindo em favor de causas femininas e igualitárias, sendo registrado em suas matérias, publicadas nos grandes jornais cariocas. O ápice de sua vida foi marcado por suas cooperações internas e externas no meio político, a partir da década de 30 e 40, além de ser correspondente do então, presidente da época Getúlio Vargas, ambos mantinham um relacionamento amigável, ela foi a principal responsável em aconselhá-lo através de suas cartas, acerca de melhorias a serem adotadas no país, impedindo a instauração do Comunismo e Imperialismo americano sob o Brasil.
Rosalina deixou sua marca na luta em conseguir direitos para as mulheres como o divórcio e participação na política. A sua luta e defesa ao tema, refletiu bastante em sua vida privada, pois seu segundo casamento houve anulação e separação, para em seguida casar-se pela terceira vez com o empresário Antônio Sanchez de Larragoiti.  

###### A Constituição de 1937, acerca do divórcio:
Art. 124 - A família, constituída pelo casamento indissolúvel, está sob proteção especial do Estado. Às famílias numerosas serão atribuídas compensações na proporção dos seus encargos. 
O divórcio era um tabu para época, sendo até uma forma de preconceito para aqueles que passavam por isso. Através da Proclamação da República, o ideal era garantir o direito individual de cada um, sem a interferência direta do estado na vida privada. Essa era a motivação de Rosalina, ajudar na construção de um país que fosse favorável aos direitos das mulheres, seja no meio trabalhista, onde a igualdade entre os sexos deve ser implementada, ou no rompimento do matrimônio. 

## Obras
A jornalista ao longo de sua vida publicou algumas obras e artigos em jornais de prestígio, reconhecidos internacionalmente na América Latina e Europa. 
- Em 1921, publicou seu primeiro livro de poema, Rito Pagão, rendendo vitória no concurso orquestrado pela ABL.[3]
- Publicou em 1927, os livros: O desencantado encantamento e Conferências.
- Em 1932, publicou o livro Passos no Caminho traduzido para o espanhol pelas edições Diana.
- O romance A seara de Caim foi publicado no Brasil em 1952, pela editora José Olympio.

A Seara de Caim foi um livro, que gerou bastante sucesso e reconhecimento internacional para a autora, traduzido para o francês como Les moissons de Cain, publicado pela Editora Livraria Plon, ganhando prefácio de André Maurois; membro da Academia Francesa, a qual comparou a obra com o livro Guerra e Paz de Liev Tolstói, já que a história é sobre revolução brasileira.

## Presença imponente na política brasileira
A sua presença no meio político brasileiro vem desde a sua juventude, logo mostrando suas contravenções ao Comunismo e atenta as ameaças internacionais de instalação do movimento no Brasil. Na década de 20, apoiou a insatisfação de militares contra o sistema de Oligarquias, utilizando os meios de comunicação, onde era influente para espalhar a sua mensagem. 
Rosalina apoiou a candidatura de Vargas durante os movimentos sócio-políticos da década de 30, que o levaram ao poder. Através de suas manifestações em apoio ao presidente, logo tornou-se alguém de confiança, nomeando-a: primeira delegada a representar o Brasil no exterior, convidada a participar da conferência de Montevidéu, em 1932.
Em 1938, quando as eleições começaram a ser disputadas, mostrou-se em prol de Plínio Salgado e apoiadora da Ação Integralista Brasileira; movimento de extrema direita, porém as eleições foram interrompidas pelo golpe de Vargas, em 1937. Durante esse período, a jornalista tornou-se uma intermediaria dos conflitos entre o presidente e  AIB, apesar de discordar do autoritarismo de Getúlio e conspirar contra ele em diversos momentos, manteve bem alicerçada a sua amizade, logo sendo, perspicaz ao alertá-lo sobre notícias de cunho duvidoso, publicados pela impressa americana, a qual duvidava da autonomia brasileira sob a administração e autoridade dele. 

## Morte
Rosalina manteve-se atuante em seu trabalho como jornalista, trabalho que a possibilitou viver muitos anos fora do Brasil, residindo por doze anos na Argentina. Esse período fora do país fez com que sua visão sobre política internacional crescesse, tornando-a mais observadora e próxima dos ciclos políticos dos países da América do Sul. Entre as décadas de sessenta a setenta, Rosalina afastou-se dos holofotes da vida pública e política, falecendo em 13 de novembro de 1975, no Rio de Janeiro.